# Вьё, Морис
Морис Эдгар Вьё (фр. Maurice Edgard Vieux; 14 мая 1884 года, Сави-Берлет, департамент Па-де-Кале — 28 апреля 1951 года, Париж) — французский альтист и музыкальный педагог.
Окончил Парижскую консерваторию (1902) по классу Теофиля Лафоржа, основателя альтового класса. В 1907—1949 гг. первый альт в оркестре Парижской оперы, одновременно в 1906—1920 гг. играл в Оркестре концертного общества Парижской консерватории. Как ансамблист был участником струнного квартета Фирмена Туша, в составе которого участвовал в премьерах Интродукции и аллегро Мориса Равеля Op. 46 (1907) и Квинтета Флорана Шмита Op. 51 (1909).
С 1918 г. профессор альта в Парижской консерватории. Среди его учеников были Серж Колло, Этьен Жино, Жорж Бланпен, Пьер Паскье, Аллан Петтерссон и многие другие.
Морису Вьё принадлежит около полусотни этюдов для альта, из которых наибольшей известностью пользуются 20 этюдов для альта соло (1927), каждый из которых посвящён одному из его учеников.
Многие композиторы посвящали Морису Вьё свои альтовые сочинения — в том числе Макс Брух (Романс для альта с оркестром, 1911), Дезире Эмиль Энгельбрехт (Экспромт фа минор для альта и фортепиано, 1922), Жозеф Йонген (Allegro appasionato, 1925 и Интродукция и танец, 1935), Рейнальдо Ан (Монолог и фурлана для альта и фортепиано, 1937).
В 1983—2000 гг. пять раз был проведён Международный конкурс альтистов имени Мориса Вьё. Его первым победителем стала Табеа Циммерман.
В 2022 году итальянский альтист Марко Мишанья сделал мировую премьеру записи всех произведений М. Вьё для альта соло без аккомпанемента.